# Campionato africano femminile di calcio 2010
Il campionato africano femminile di calcio 2010 è stata la nona edizione della massima competizione calcistica per nazionali femminili organizzata dalla Confédération Africaine de Football (CAF). Si è disputato tra il 31 ottobre e il 14 novembre 2010 in Sudafrica.
Il torneo è stato vinto per l'ottava volta dalla Nigeria, che in finale ha superato la Guinea Equatoriale per 4-2. Il campionato è servito anche da qualificazione al campionato mondiale 2011, al quale hanno avuto accesso le due nazionali finaliste.

## Formato
Alla fase finale accedevano 8 squadre nazionali, delle quali il Sudafrica come ospite, mentre le altre 7 tramite le qualificazioni. La fase di qualificazione era organizzata su due fasi a eliminazione diretta: vi hanno preso parte 24 squadre e al turno finale le sette vincitrici si sono qualificate alla fase finale. Nella fase finale, invece, le otto squadre partecipanti erano suddivise in due gruppi da quattro, con partite di sola andata. Le prime due di ciascun raggruppamento si qualificavano per le semifinali, con le prime classificate a incontrare le seconde dell'altro gruppo. Le due squadre finaliste si qualificava alla fase finale del campionato mondiale 2011.

## Qualificazioni
Alle qualificazioni hanno avuto accesso un totale di 23 squadre, in rappresentanza dei loro rispettivi paesi, che si sono affrontate in due turni. Nel turno preliminare le diciotto nazionali di fascia inferiore si sono scontrate in partite a eliminazione diretta; le nove vincitrici si sono infine aggiunte alle altre cinque al primo turno per guadagnare i sette posti disponibili per la fase finale.

### Turno preliminare
L'andata è stata giocata tra il 5 e il 7 marzo 2010, il ritorno tra il 19 e il 21 marzo 2010.
| Squadra 1 | Totale | Squadra 2      | Andata | Ritorno |
| --------- | ------ | -------------- | ------ | ------- |
| Egitto    | [ 3 ]  | Algeria        | -      | -       |
| Namibia   | 3 - 2  | Angola         | 2 - 1  | 1 - 1   |
| Botswana  | 2 - 7  | RD del Congo   | 0 - 2  | 2 - 5   |
| Senegal   | 1 - 0  | Marocco        | 0 - 0  | 1 - 0   |
| Gabon     | 2 - 5  | Costa d'Avorio | 1 - 2  | 1 - 3   |
| Guinea    | 4 - 3  | Sierra Leone   | 3 - 2  | 1 - 1   |
| Togo      | [ 3 ]  | Mali           | -      | -       |
| Etiopia   | 2 - 4  | Tanzania       | 1 - 3  | 1 - 1   |
| Kenya     | [ 3 ]  | Eritrea        | -      | -       |

### Primo turno
L'andata è stata giocata tra il 21 e il 23 maggio 2010, il ritorno tra il 5 e il 6 giugno 2010.
| Squadra 1      | Totale | Squadra 2          | Andata | Ritorno |
| -------------- | ------ | ------------------ | ------ | ------- |
| Algeria        | 2 - 1  | Tunisia            | 1 - 1  | 1 - 0   |
| Namibia        | [ 4 ]  | Guinea Equatoriale | 1 - 5  | -       |
| RD del Congo   | 0 - 5  | Camerun            | 0 - 2  | 0 - 3   |
| Senegal        | 0 - 4  | Ghana              | 0 - 1  | 0 - 3   |
| Costa d'Avorio | 2 - 5  | Nigeria            | 1 - 2  | 1 - 3   |
| Guinea         | 2 - 3  | Mali               | 0 - 2  | 2 - 1   |
| Tanzania       | 11 - 4 | Eritrea            | 8 - 1  | 3 - 3   |

## Squadre partecipanti
| Pr. | Squadra            | Partecipante in quanto                                         | Ultima presenza |
| --- | ------------------ | -------------------------------------------------------------- | --------------- |
| 1   | Sudafrica          | Rappresentativa della nazione organizzatrice della fase finale | 2008            |
| 2   | Algeria            | Vincitrice della fase di qualificazione                        | 2006            |
| 3   | Camerun            | Vincitrice della fase di qualificazione                        | 2008            |
| 4   | Ghana              | Vincitrice della fase di qualificazione                        | 2008            |
| 5   | Guinea Equatoriale | Vincitrice della fase di qualificazione                        | 2008            |
| 6   | Mali               | Vincitrice della fase di qualificazione                        | 2008            |
| 7   | Nigeria            | Vincitrice della fase di qualificazione                        | 2008            |
| 8   | Tanzania           | Vincitrice della fase di qualificazione                        | Esordiente      |

## Stadi
Il campionato venne ospitato da due impianti nella provincia sudafricana di Gauteng.
| Daveyton      | Daveyton Tembisa Stadi ospitanti il campionato africano femminile di calcio 2010. | Tembisa          |
| ------------- | --------------------------------------------------------------------------------- | ---------------- |
| Stadio Sinaba | Daveyton Tembisa Stadi ospitanti il campionato africano femminile di calcio 2010. | Stadio Makhulong |
|               | Daveyton Tembisa Stadi ospitanti il campionato africano femminile di calcio 2010. |                  |

## Fase finale
Le sette nazionali vincitrici del primo turno sono state sorteggiate assieme al Sudafrica il 21 settembre.
Il regolamento prevedeva che nel caso le squadre avessero terminato la fase a gironi con un numero uguale di punti, la classifica del gruppo sarebbe stata determinata sulla base di:
1. Maggior numero di punti nelle partite tra le squadre in parità,
2. Migliore differenza reti tra le squadre in parità,
3. Maggior numero di reti segnate in partite tra squadre a pari,
4. Differenza reti in tutte le partite del girone,
5. Maggior numero di reti segnate in tutte le partite del girone,
6. Criteri di fair play sulla base della quantità di cartellini gialli e rossi ricevuti,
7. Sorteggio.

### Fase a gruppi

#### Gruppo A
| Pos. | Squadra   | Pt | G | V | N | P | GF | GS | DR |
| ---- | --------- | -- | - | - | - | - | -- | -- | -- |
| 1.   | Nigeria   | 9  | 3 | 3 | 0 | 0 | 10 | 1  | +9 |
| 2.   | Sudafrica | 6  | 3 | 2 | 0 | 1 | 7  | 3  | +4 |
| 3.   | Mali      | 3  | 3 | 1 | 0 | 2 | 3  | 11 | -8 |
| 4.   | Tanzania  | 0  | 3 | 0 | 0 | 3 | 3  | 8  | -5 |

| Arbitro: | Therese Neguel |

|                               |           |              |
| Popela 35’ Mamello 87’ (rig.) | Marcatori | 43’ Chabruma |

| Arbitro: | Therese Sagno |

|                                             |           |  |
| Nkwocha 15’, 16’, 42’ Mbachu 70’ Ordega 84’ | Marcatori |  |

| Arbitro: | Fadouma Dia |

|             |           |                  |
| van Wyk 44’ | Marcatori | 33’, 39’ Nkwocha |

| Arbitro: | Patricia Obone Obiang |

|                                   |           |                           |
| Konate 25’ Diarra 31’ N'diaye 67’ | Marcatori | 30’ Mwasikili 32’ Swalehe |

| Arbitro: | Fadouma Dia |

|  |           |                                   |
|  | Marcatori | 32’, 76’, 90’ Amanda 84’ Jermaine |

| Arbitro: | Aissatta Ameyo Amegee |

|  |           |                                 |
|  | Marcatori | 12’, 32’ Nkwocha 82’ Oparanozie |

#### Gruppo B
| Pos. | Squadra            | Pt | G | V | N | P | GF | GS | DR |
| ---- | ------------------ | -- | - | - | - | - | -- | -- | -- |
| 1.   | Guinea Equatoriale | 7  | 3 | 2 | 1 | 0 | 6  | 3  | +3 |
| 2.   | Camerun            | 7  | 3 | 2 | 1 | 0 | 6  | 4  | +2 |
| 3.   | Ghana              | 3  | 3 | 1 | 0 | 2 | 4  | 6  | -2 |
| 4.   | Algeria            | 0  | 3 | 0 | 0 | 3 | 2  | 5  | -3 |

| Arbitro: | Aissata Ameyo Amegee |

|                     |           |                            |
| Jade 2’ Jumária 30’ | Marcatori | 45+1’ Manie 57’ Ngono Mani |

| Arbitro: | Fadouma Dia |

|           |           |                |
| Ouadah 4’ | Marcatori | 62’, 73’ Agnes |

| Arbitro: | Kankou Coulibaly |

|             |           |  |
| Chinasa 31’ | Marcatori |  |

| Arbitro: | Pamela Chiwaya |

|           |           |                             |
| Agnes 31’ | Marcatori | 24’ Manie 37’ Ngo Ndoumbouk |

| Arbitro: | Pamela Chiwaya |

|                  |           |                                              |
| Agnes 40’ (rig.) | Marcatori | 12’ (rig.) Añonma 58’ S. Simporé 68’ Chinasa |

| Arbitro: | Therese Sagno |

|                         |           |              |
| Onguéné 50’ Ejangue 65’ | Marcatori | 55’ Bouhenni |

### Fase a eliminazione diretta

#### Tabellone
|  | Semifinali | Semifinali               | Semifinali         |                    |         | Finale          | Finale          | Finale          |  |
|  |            |                          |                    |                    |         |                 |                 |                 |  |
|  | 1A         | Nigeria                  | 5                  |                    |         |                 |                 |                 |  |
|  | 1A         | Nigeria                  | 5                  |                    |         |                 |                 |                 |  |
|  | 2B         | Camerun                  | 1                  |                    |         |                 |                 |                 |  |
|  | 2B         | Camerun                  | 1                  |                    | Nigeria | Nigeria         | 4               |                 |  |
|  |            |                          |                    |                    | Nigeria | Nigeria         | 4               |                 |  |
|  |            |                          | Guinea Equatoriale | Guinea Equatoriale | 2       |                 |                 |                 |  |
|  | 1B         | Guinea Equatoriale (dts) | Guinea Equatoriale | Guinea Equatoriale | 2       | 3               |                 |                 |  |
|  | 1B         | Guinea Equatoriale (dts) |                    |                    |         | 3               |                 |                 |  |
|  | 2A         | Sudafrica                | 1                  |                    |         | Finale 3º posto | Finale 3º posto | Finale 3º posto |  |
|  | 2A         | Sudafrica                | 1                  |                    |         |                 |                 |                 |  |
|  |            |                          |                    |                    |         |                 |                 |                 |  |
|  |            |                          |                    |                    |         | Camerun         | Camerun         | 0               |  |
|  |            |                          |                    |                    |         | Camerun         | Camerun         | 0               |  |
|  |            |                          |                    |                    |         | Sudafrica       | Sudafrica       | 2               |  |

#### Semifinali
| Arbitro: | Therese Sagno |

|                                                          |           |           |
| Ukaonu 33’ Oparanozie 45+1’ Nkwocha 58’, 74’, 81’ (rig.) | Marcatori | 47’ Ngock |

| Arbitro: | Aisatta Ameyo Amegee |

|                                   |           |                |
| S. Simporé 103’, 120+5’ Jade 109’ | Marcatori | 120+8’ Dlamini |

### Finale terzo posto
| Arbitro: | Pamela Chiwaya |

|  |           |                      |
|  | Marcatori | 8’ Skiti 38’ Dlamini |

### Finale
| Arbitro: | Fadouma Dia |

|                                                             |           |                      |
| Nkwocha 8’ Oparanozie 76’ Nke 77’ (aut.) Carioca 84’ (aut.) | Marcatori | 62’ Carioca 81’ Jade |

## Statistiche

### Classifica marcatrici
11 reti
- Perpetua Nkwocha (1 rig.)

5 reti
- Dlamini Amanda

4 reti
- Aduaku Agnes (1 rig.)

3 reti
- Jade Boho
- Salimata Simporé
- Desire Oparanozie

2 reti
- Christine Manie
- Gloria Chinasa

1 rete
- Naima Bouhenni
- Isma Ouadah
- Augustine Ejangue
- Grace Ngock
- Madeleine Ngono Mani
- Marlyse Ngo Ndoumbouk
- Gabrielle Onguéné
- Genoveva Añonma (1 rig.)
- Jumária Barbosa de Santana
- Carol Carioca
- Fatoumata Diarra
- Aicha Konate
- Diaty N'Diaye
- Stella Mbachu
- Francisca Ordega
- Helen Ukaonu
- Seoposenwe Jermaine
- Mamello Makhabane (1 rig.)
- Mamphasha Popela
- Nocawe Skiti
- Janine van Wyk
- Esther Chabruma
- Sophia Mwasikili
- Fatuma Swalehe

autoreti
- Ghislaine Nke (pro Nigeria)
- Carol Carioca (pro Nigeria)